# Idioma tagalo
El tagalo o tagálog es una lengua austronesia de la rama malayo-polinesia hablada mayoritariamente en Filipinas como primer idioma por el pueblo tagalo, quienes forman un cuarto de la población de Filipinas, y como segundo idioma por la mayoría de la población. Su forma estandarizada, oficialmente denominada filipino, es el idioma nacional de Filipinas y es uno de los dos idiomas oficiales, junto con el inglés.
El tagalo está estrechamente relacionado con otras lenguas filipinas, como las lenguas bicolanas, las lenguas bisayas, el ilocano, el idioma pampango y el idioma pangasinense, el malgache y otras muchas.

## Clasificación
El tagalo es una lengua de Filipinas central dentro de la familia de las lenguas austronesias. Al ser un idioma malayo-polinesio, está relacionado con otras lenguas austronesias, como el malgache, el javanés, el indonesio, el malayo, el tetun (de Timor) y el yami (de Taiwán). Está estrechamente relacionado con los idiomas que se hablan en la región de Bícol y las islas Bisayas, como el idioma bicolano y las lenguas bisayas, incluidos el samareño, el hiligueino y el cebuano.
El tagalo se diferencia de sus homólogos de Filipinas central en el tratamiento de la vocal protofilipina schwa *ə. En la mayoría de los idiomas bicolanos y bisayas, este sonido se fusionó con /u/ y [o]. En tagalo, se fusionó con /i/. Por ejemplo, el protofilipino *dəkət (adherir, pegar) es en tagalo dikít y en las lenguas bisayas y bicolanas dukot.
En proto-filipino * r, * j y * z se fusionaron con / d / pero es / l / entre vocales. En protofilipino *ŋajan (nombre) y *hajək (beso) se convirtieron en tagalo en ngalan y halík. En proto-filipino * R se fusionó con / ɡ /. *tubiR (agua) y *zuRuʔ (sangre) se convirtieron en tagalo en tubig y dugô.

## Historia
La palabra tagalo se deriva del endónimo taga-ilog ("habitante del río"), compuesto por tagá- ("nativo de" o "de") e ilog ("río"). Lingüistas como David Zorc y Robert Blust especulan que los tagalos y otros grupos etnolingüísticos de Filipinas central se originaron en el noreste de Mindanao o en las bisayas orientales.
Algunas posibles palabras del tagalo antiguo están atestiguadas en la inscripción sobre cobre de Laguna que data del siglo X, la cual está escrita en gran parte en malayo antiguo. El primer libro completo conocido escrito en tagalo es Doctrina Christiana ("Doctrina cristiana"), impreso en 1593. La Doctrina fue escrita en español y se hicieron dos transcripciones de tagalo; uno en la escritura Baybayin, actual en ese momento, y el otro en un intento temprano en español de una ortografía latina para el idioma. 
A lo largo de los 333 años de dominio español, los clérigos españoles escribieron varias gramáticas y diccionarios. En 1610, el sacerdote dominico Francisco Blancas de San José publicó el Arte y reglas de la lengua tagala (que fue posteriormente revisada con dos ediciones en 1752 y 1832) en Bataán. En 1613, el sacerdote franciscano Pedro de San Buenaventura publicó el primer diccionario tagalo, su Vocabulario de la lengua tagala, en Pila, Laguna. 

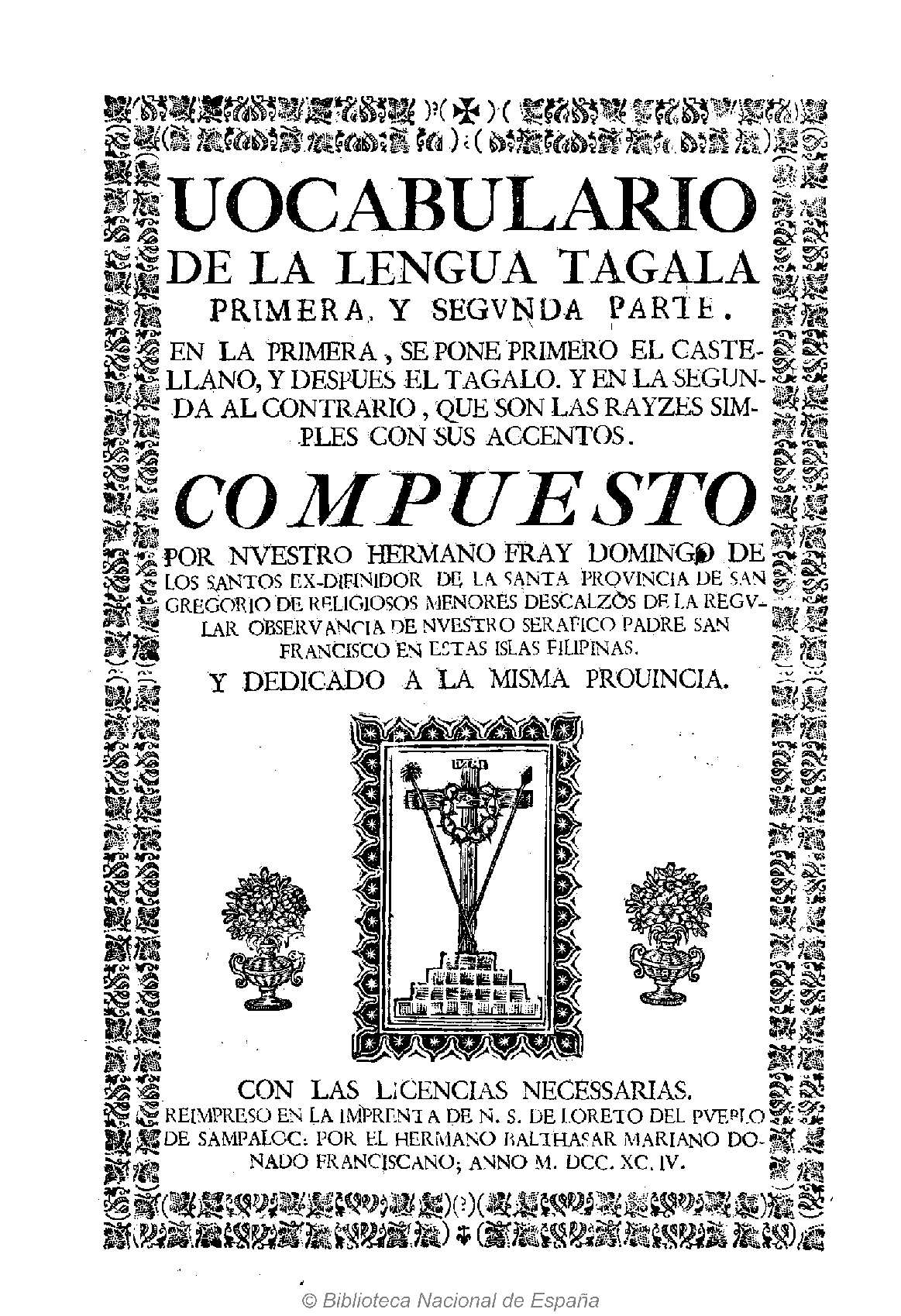
Vocabulario de la lengua tagala, 1794.

El primer diccionario sustancial del idioma tagalo fue escrito por el misionero jesuita checo Pablo Clain a principios del siglo XVIII. Clain hablaba tagalo y lo usó activamente en varios de sus libros. Preparó el diccionario, que luego pasó a Francisco Jansens y José Hernández. P. Juan de Noceda y P. Pedro de Sanlucar prepararon una compilación adicional de su trabajo y se publicó como Vocabulario de la lengua tagala en Manila en 1754 y luego se reeditó repetidamente, siendo la última edición en 2013 en Manila. 
El poeta indígena Francisco Balagtas (1788–1862) es conocido como el principal escritor tagalo, siendo su obra más notable la epopeya del siglo XIX Florante at Laura.

#### Estatus oficial
El tagalo fue declarado idioma oficial por la primera constitución revolucionaria de Filipinas, la Constitución de Biak-na-Bato de 1897. En 1935, la constitución filipina designó el inglés y el español como idiomas oficiales, pero ordenó el desarrollo y la adopción de un idioma nacional común basado en uno de los idiomas nativos existentes. Después de un estudio y deliberación, el Instituto Nacional de Idiomas, un comité compuesto por siete miembros que representaban a varias regiones de Filipinas, eligió el tagalo como base para la evolución y adopción del idioma nacional de Filipinas. El presidente Manuel L. Quezon, el 30 de diciembre de 1937, proclamó la selección del idioma tagalo como base para la evolución y adopción del idioma nacional de Filipinas. En 1939, el presidente Quezon cambió el nombre del idioma nacional propuesto basado en tagalo como Wikang Pambansâ (idioma nacional) El propio Quezon nació y se crió en Baler, Aurora, que es un área de habla tagala. Bajo el gobierno títere japonés de la Segunda República Filipina en la Segunda Guerra Mundial, se promovió fuertemente el tagalo como idioma nacional para limitar al inglés y exterminar los bolsones del español filipino; la Constitución de 1943 especificaba: "El gobierno tomará medidas para el desarrollo y la propagación del tagalo como idioma nacional".

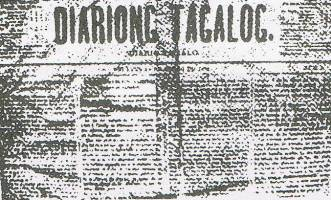
Diariong Tagalog, el primer periódico bilingüe en Filipinas, fundado en 1882, escrito tanto en tagalo como en español.

En 1959, el idioma pasó a llamarse "pilipino". Junto con el inglés, este idioma ha tenido estatus oficial bajo la constitución de 1973 (como "pilipino") y bajo la actual constitución de 1987 (como filipino).

#### Controversias
La adopción del tagalo en 1937 como base para un idioma nacional no está exenta de controversias. En lugar de especificar el tagalo, el idioma nacional se designó como Wikang Pambansâ ("Idioma nacional") en 1939. Veinte años después, en 1959, fue renombrado por el entonces Secretario de Educación, José Romero, como Pilipino para darle una etiqueta y una connotación nacional más que étnica. Sin embargo, el cambio de nombre no resultó en la aceptación entre los no tagalos, especialmente los cebuanos que no habían aceptado la selección.
La cuestión de la lengua nacional se revivió una vez más durante la Convención Constitucional de 1971. La mayoría de los delegados estaban incluso a favor de descartar por completo la idea de un "idioma nacional". Se elaboró una solución para llegar a un compromiso: un enfoque "universalista" del idioma nacional, que se llamaría filipino en lugar de pilipino. La constitución especifica que a medida que evolucione el idioma filipino, se desarrollará y enriquecerá aún más sobre la base del filipino existente y otros idiomas del país, sin mencionar ninguno en concreto.
Muchos miembros de la generación anterior en Filipinas sienten que la sustitución del inglés por el tagalo en los medios de comunicación ha tenido efectos económicos nefastos en cuanto a la competitividad de Filipinas en el comercio y las exportaciones al exterior.

#### Uso en la educación
Tras la emisión de la Orden Ejecutiva No. 134, el tagalo fue declarado como base del idioma nacional. El 12 de abril de 1940 se expide el Ejecutivo No. 263 que ordena la enseñanza del idioma nacional en todas las escuelas públicas y privadas del país.

El Artículo XIV, sección 6 de la Constitución de Filipinas de 1987 especifica, en parte:
Con sujeción a las disposiciones de la ley y según lo considere apropiado el Congreso, el Gobierno tomará medidas para iniciar y mantener el uso del filipino como medio de comunicación oficial y como idioma de instrucción en el sistema educativo.
Bajo la sección 7, sin embargo, se dice:
Los idiomas regionales son los idiomas oficiales auxiliares en las regiones y servirán como medios auxiliares de instrucción en las mismas.
En 2009, el Departamento de Educación promulgó una orden que institucionaliza un sistema de educación multilingüe basado en la lengua materna ("EML"), en el que la instrucción se lleva a cabo principalmente en la lengua materna del estudiante (que puede ser uno de los diversos idiomas regionales de Filipinas) hasta al menos el tercer grado, con idiomas adicionales como el filipino y el inglés que se introducen como materias separadas no antes del segundo grado. En la escuela secundaria, el filipino y el inglés se convierten en los principales idiomas de instrucción, y el primer idioma del alumno asume un papel auxiliar.
Después de realizar pruebas piloto en un número de escuelas, el programa EML se implementó en todo el país a partir del año escolar 2012–2013.

## Uso

### En Filipinas

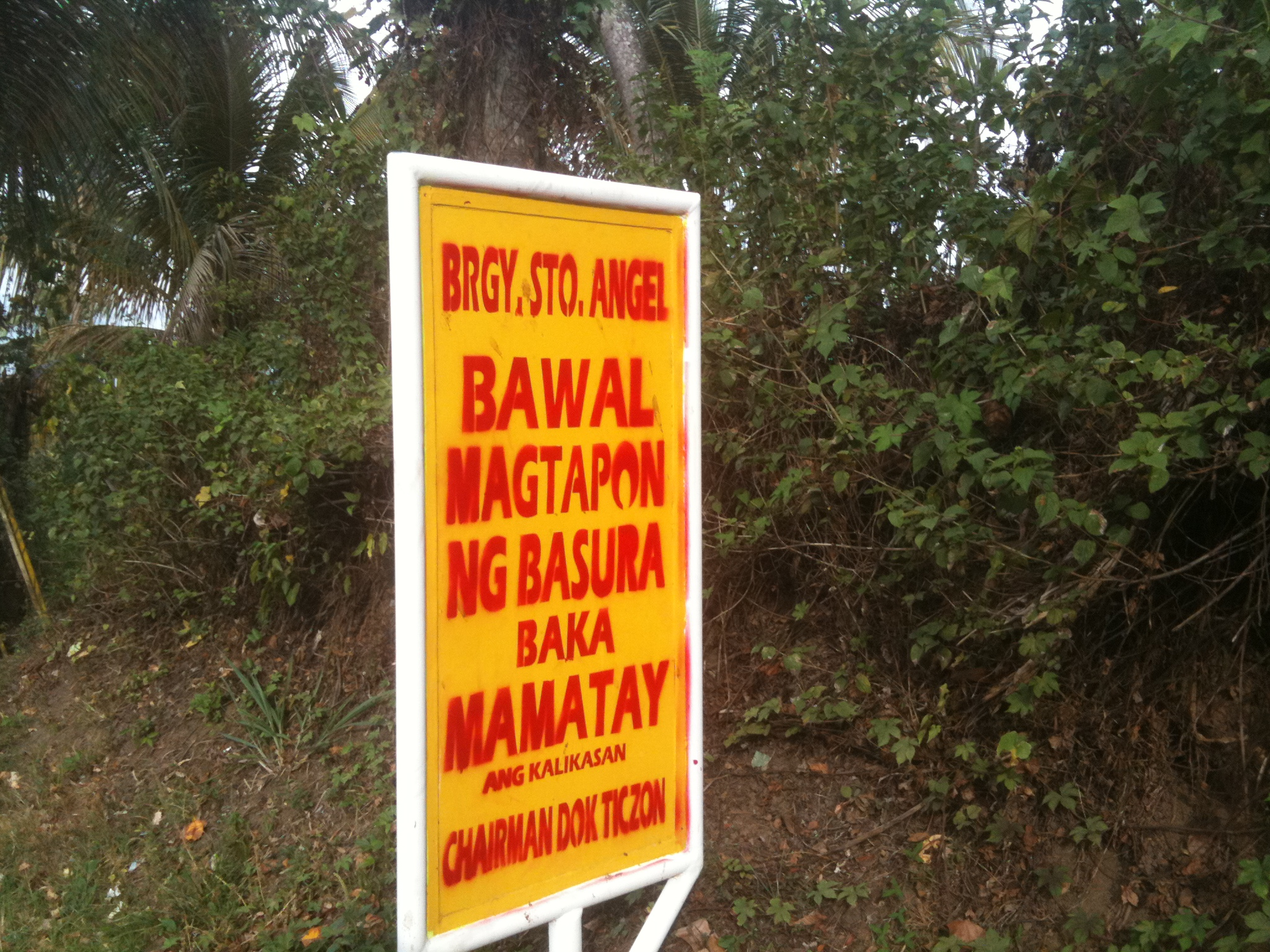
Señal de prohibido tirar basura en la carretera, en la provincia de La Laguna, Filipinas.

Según la Autoridad de Estadísticas de Filipinas, en 2014 había 100 millones de personas viviendo en Filipinas, entre las cuales la gran mayoría tiene un nivel básico de comprensión del idioma.
La patria del tagalo, la República Tagala, cubre aproximadamente gran parte del centro al sur de la isla de Luzón, particularmente en Aurora, Batáan, Batangas, Bulacán, Cavite, Laguna, Gran Manila, Nueva Écija, Quezón y Rizal. El tagalo también lo hablan de forma nativa los habitantes que viven en las islas de Marinduque y Mindoro, así como Palawan en menor medida. Se encuentran minorías significativas en las otras provincias de Luzón central, Pampanga y Tarlac, Ambos Camarines en la región de Bicolandia y la ciudad de la Cordillera de Baguió. El tagalo también es el idioma predominante de la ciudad de Cotabato, en Mindanao, lo que lo convierte en el único lugar fuera de Luzón con una mayoría nativa de habla tagala.
En el censo de Filipinas de 2000, lo hablan aproximadamente 57,3 millones de filipinos, el 96% de la población con educación; poco más de 22 millones, o el 28% de la población total de Filipinas,  lo hablan como lengua materna.

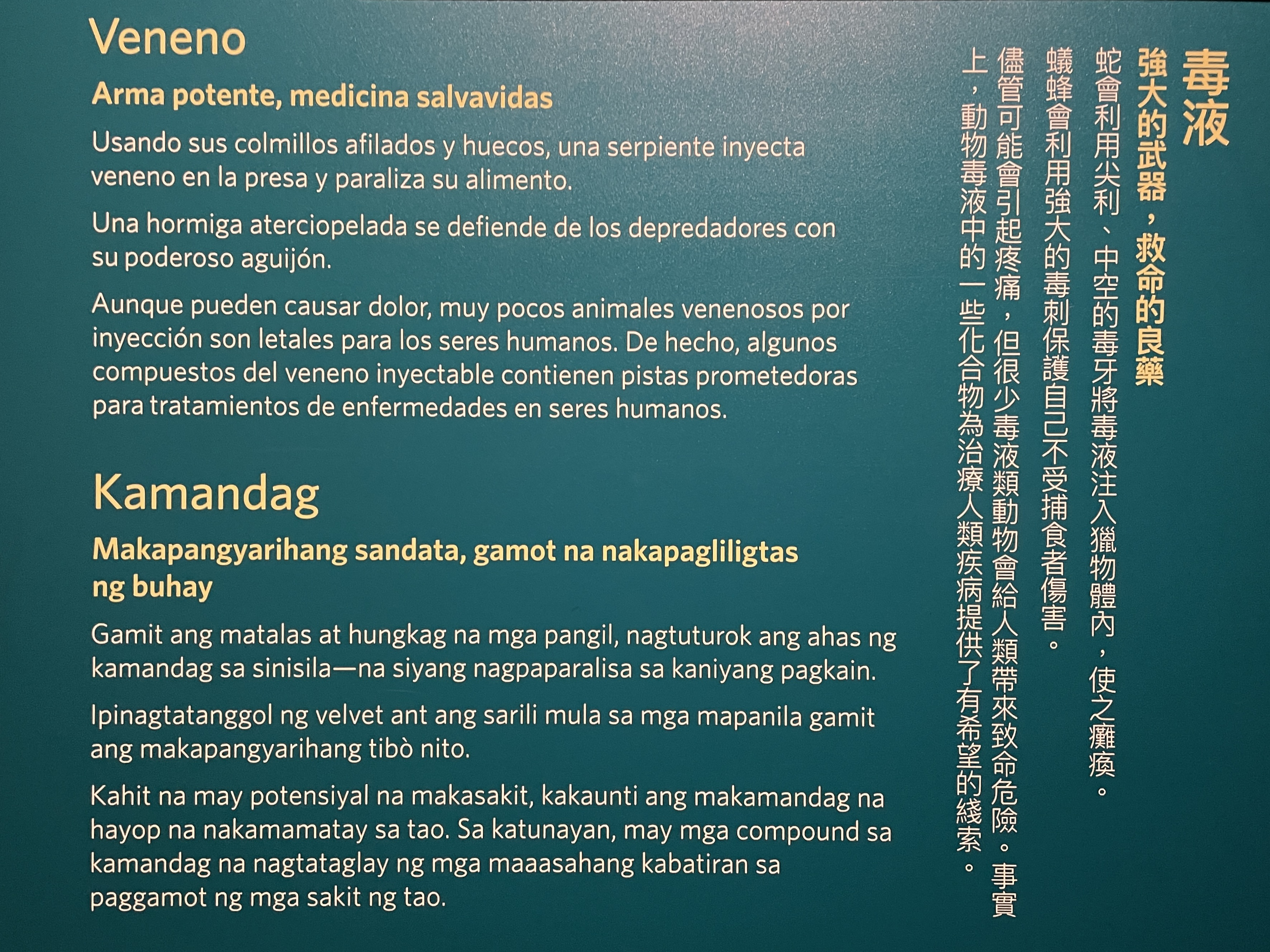
El pie de foto en tagalo (abajo a la izquierda) sobre el veneno de serpiente en la Academia de Ciencias de California en San Francisco incluye palabras que se usan con poca frecuencia en Gran Manila, como "hungkag" (hueco), "sinisila" (presa), "mapanila" (depredador), "tibò" (aguijón) y "kabatiran" (pista/conocimiento/discernimiento).

### Fuera de Filipinas
El tagalo sirve como idioma común entre los filipinos en el extranjero, aunque su uso en el extranjero generalmente se limita a la comunicación entre grupos étnicos filipinos. La mayor concentración de hablantes de tagalo fuera de Filipinas se encuentra en los Estados Unidos, donde en 2013, la Oficina del Censo de los Estados Unidos informó (según los datos recopilados en 2011) que era el cuarto idioma no inglés más hablado en el hogar con casi 1,6 millones de hablantes, detrás del español, el francés (incluidos el patois, el cajún y el criollo) y el chino (con cifras combinadas para el cantonés y el mandarín). En las áreas urbanas, el tagalo se clasificó como el tercer idioma no inglés más hablado, detrás de las variedades española y china, pero por delante del francés.
Un estudio basado en datos de la Encuesta de Consumidores Estadounidenses de 2015 de la Oficina del Censo de los Estados Unidos muestra que el tagalo es el idioma distinto del inglés más hablado después del español en los estados de California, Nevada y Washington.
El tagalo es uno de los tres idiomas reconocidos en San Francisco, California, junto con el español y el chino, lo que hace que todos los servicios esenciales de la ciudad se comuniquen utilizando estos idiomas junto con el inglés. Mientras tanto, el tagalo y el ilocano (que se hablan principalmente en el norte de Filipinas) se encuentran entre los idiomas no oficiales de Hawái que sus oficinas estatales y entidades financiadas por el estado deben proporcionar traducciones orales y escritas a sus residentes si es necesario. Los boletos electorales en Nevada incluyen instrucciones escritas en tagalo, el cual se introdujo por primera vez en las elecciones presidenciales de Estados Unidos de 2020.

Otros países con concentraciones significativas de filipinos y hablantes de tagalo en el extranjero incluyen Arabia Saudita con 938,490, Canadá con 676,775, Japón con 313,588, Emiratos Árabes Unidos con 541,593, Kuwait con 187,067 y Malasia con 620,043. 

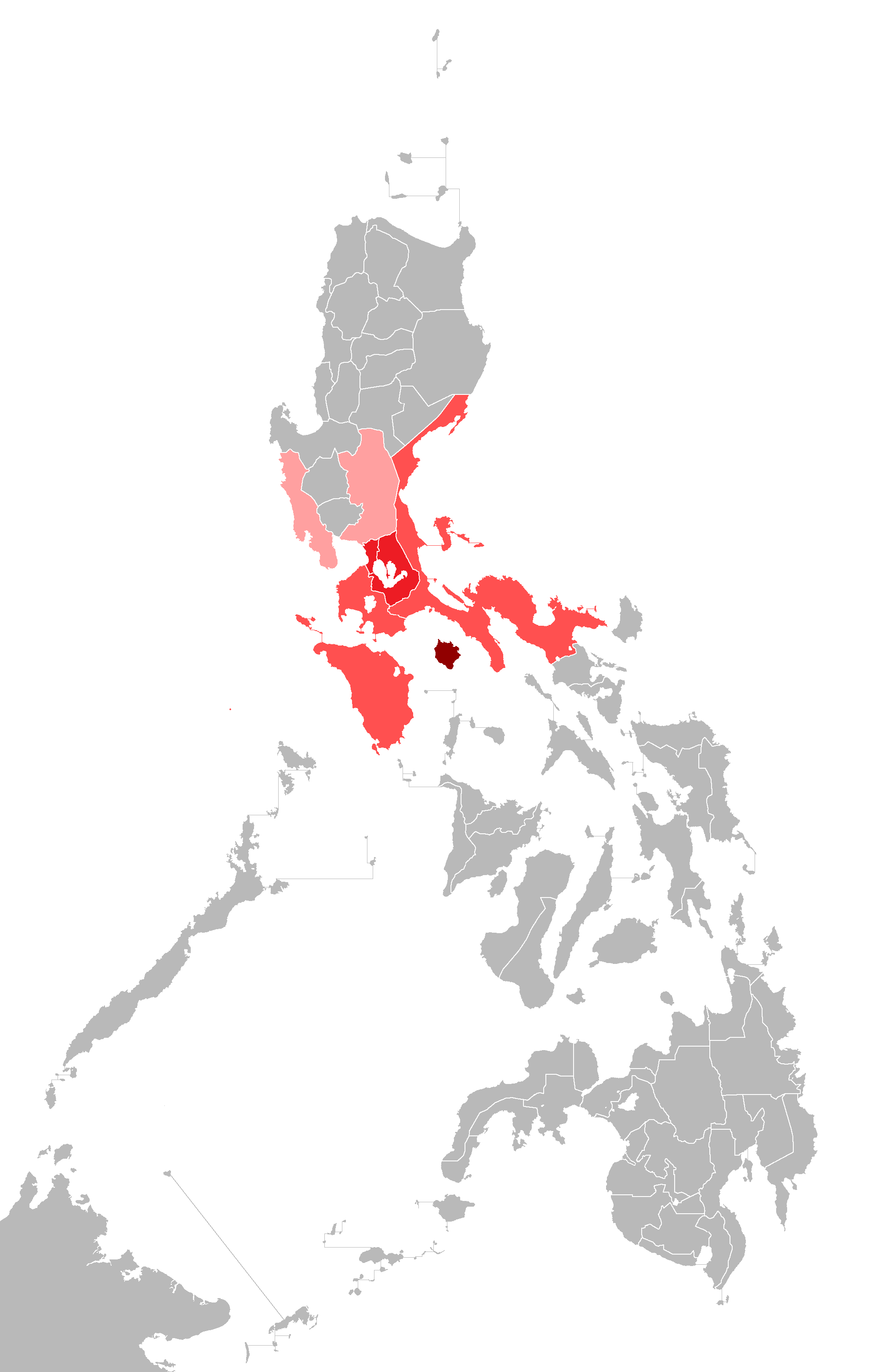
Regiones de habla predominante tagala en Filipinas

## Dialectos
En la actualidad, no se ha realizado una dialectología integral en las regiones de habla tagala, aunque ha habido descripciones en forma de diccionarios y gramáticas de varios dialectos tagalos. Ethnologue enumera los siguientes dialectos tagalos: 
- Manila
- Lubang
- Marinduque
- Bataán (Luzón central-occidental)
- Batangas
- Bulacán (Luzón central-oriental)
- Tanay-Paete (Rizal, Laguna)
- Tayabas (Quezón)

Sin embargo, parece haber cuatro dialectos principales, de los cuales los mencionados anteriormente forman parte: el norteño (ejemplificado por el dialecto de Bulacán), el central (incluido Manila), el sureño (ejemplificado por Batangas) y el de Marinduque.
Algunos ejemplos de diferencias dialectales son:
- Muchos dialectos tagalos, particularmente los del sur, conservan la oclusión glótica que se encuentra después de las consonantes y antes de las vocales. Esto se ha perdido en el tagalo estándar, probablemente influenciado por el español, donde no existe oclusión glotal. Por ejemplo, en tagalo estándar ngayón (ahora, hoy), sinigáng (guiso de caldo), gabí (noche), matamís (dulce), se pronuncian y escriben ngay-on, sinig-ang, gab-i y matam-is en otros dialectos.
- En el tagalo de Teresa y Morong, en Rizal, [ɾ] suele preferirse a [d]. Por ejemplo, bundók (montaña), dagat (mar), dingdíng (pared), isdâ (pez) y litid (articulaciones) se convierten en bunrók, ragat, ringríng, isrâ y litir. Por ejemplo, "sandók sa dingdíng" ("cucharón en una pared" o "cucharón en la pared", según la oración) se convierte en "sanrók sa ringríng".
- En muchos dialectos del sur, el infijo del aspecto progresivo de los verbos -um- es na-. Por ejemplo, en tagalo estándar kumakain (comer) es nákáin en el dialecto de Aurora, Quezón y Batangas. Este es el blanco de algunas bromas de otros hablantes de tagalo, porque si un tagalo del sur pregunta nákáin ka ba ng patíng? ("¿Comes tiburón?"), se entendería que dice "¿Te ha comido un tiburón?" por hablantes del dialecto de Manila.

Quizás los dialectos tagalos más divergentes son los que se hablan en Marinduque. La lingüista Rosa Soberano identifica dos dialectos, el occidental y el oriental, siendo el primero más cercano a los dialectos tagalos que se hablan en las provincias de Batangas y Quezón. 
Un ejemplo son los paradigmas de conjugación de verbos. Si bien algunos de los afijos son diferentes, el dialecto de Marinduque también conserva los afijos imperativos, que también se encuentran en los idiomas bisayas y bicolanos, que en su mayoría han desaparecido de la mayoría del tagalo a principios del siglo XX; desde entonces se han fusionado con el infinitivo.
| Idioma filipino                           | Tagalo marinduqueño                     | Español                                |
| ----------------------------------------- | --------------------------------------- | -------------------------------------- |
| Susulat siná María at Esperanza kay Juan. | Másúlat da María at Esperanza kay Juan. | "María y Esperanza escribirán a Juan." |
| Mag-aaral siya sa Maynilà.                | Gaaral siya sa Maynilà.                 | "[Él/Ella] estudiará en Manila."       |
| Maglutò ka na.                            | Paglutò.                                | "Cocina ahora."                        |
| Kainin mo iyán.                           | Kaina yaan.                             | "Cómetelo"                             |
| Tinatawag tayo ni Tatay.                  | Inatawag nganì kitá ni Tatay.           | "Padre nos está llamando."             |
| Tútulungan ba kayó ni Hilario?            | Atulungan ga kamo ni Hilario?           | "¿Te va a ayudar Hilario?"             |

Los dialectos del norte y del centro forman la base del idioma nacional.

## Fonología

### Vocales
Antes de la llegada de los conquistadores españoles al archipiélago filipino, el tagálog tenía tres vocales: /a/, /i/ y /u/. Con la introducción del español el número de vocales aumentó a cinco vocales, cada una de éstas tiene su versión larga. El cuadro siguiente muestra las vocales del tagálog moderno.
|             | Anterior | Central | Posterior |
| ----------- | -------- | ------- | --------- |
| Cerrada     | i        |         | u         |
| Intermedia  |          |         | o         |
| Semiabierta | ɛ        |         |           |
| Abierta     |          | a       |           |

El tagálog cuenta con seis diptongos: /aɪ/, /ɔɪ/, /ʊɪ/, /iʊ/, /aʊ/ y /ei/.
|            | Anterior | Central | Posterior |
| ---------- | -------- | ------- | --------- |
| Cerrada    | i ⟨i⟩    |         | u ⟨u⟩     |
| Casi Cerr. | ɪ ⟨i⟩    |         | ʊ ⟨u⟩     |
| Semicerr.  | e ⟨e/i⟩  |         | o ⟨o/u⟩   |
| Media      | ɛ̝ ⟨e⟩    |         | o̞ ⟨o⟩     |
| Semiab     | ɛ ⟨e⟩    |         | ɔ ⟨o⟩     |
| Casi ab.   |          | ɐ ⟨a⟩   |           |
| Abierta    | a ⟨a⟩    | ä ⟨a⟩   |           |

### Consonantes
|                 | Labial | Labial | Dental/ Alveolar | Dental/ Alveolar | Postalv./ Palatal | Postalv./ Palatal | Velar | Velar | Glotal | Glotal |
| --------------- | ------ | ------ | ---------------- | ---------------- | ----------------- | ----------------- | ----- | ----- | ------ | ------ |
| Nasal           | m      | m      | n                | n                | ɲ                 | ɲ                 | ŋ     | ŋ     |        |        |
| Oclusiva        | p      | b      | t                | d                |                   |                   | k     | ɡ     | ʔ      | ʔ      |
| Africada        |        |        | ts               | ts               | t͡ʃ                | dʒ                |       |       |        |        |
| Fricativa       |        |        | s                | s                | ʃ                 | ʃ                 |       |       | h      | h      |
| Aproximante     |        |        | l                | l                | j                 | j                 | w     | w     |        |        |
| Vibrante simple |        |        | ɾ                | ɾ                |                   |                   |       |       |        |        |

## Influencia de la lengua española
La lengua española tuvo una gran influencia en el tagalo. Una tercera parte de las palabras en tagalo son posiblemente de origen español. Un ejemplo clásico es la frase del tagalo 'Kumusta?'. Esta frase vino directamente del '¿Cómo está?'. En la mayoría de los casos, las palabras influidas al tagalo por el español se refieren a objetos desconocidos por los habitantes indígenas hasta la llegada de los españoles. Ejemplos de ello son: mesa, silya o kutsara. Muchas de las palabras adoptadas se refieren a conceptos foráneos como los nombres de los días de la semana y los nombres de los meses; como la palabra huwebes (jueves) y mayo (mayo).
Esta adopción de palabras también recrea el curioso fenómeno de dos o más palabras que se refieren al mismo concepto. Por ejemplo, la palabra para silla en tagalo puede ser el nativo upuan o el hispano silya; o la palabra para ciudad puede ser el nativo lungsod o el hispano siyudad.
Por ejemplo la oración: "¿Puede encender el ventilador de la ventana?" en tagalo es "Puwede mo ba buksan ang bentilador na malapit sa bintana?".
Otros ejemplos de palabras de origen hispano:
- hepe - jefe
- kumpisal - confesar
- dalanghita - naranjita (mandarina)
- silya - silla
- kabayo - caballo
- relo - reloj
- harina - harina
- oras - horas
- kotse - coche
- saklolo - socorro
- gobiyerno - gobierno
- loko - loco
- pero - pero
- porke - porque
- puwersa - fuerza
- guwapo - guapo
- kuwento - cuento
- puwesto - puesto
- milagro - milagro
- grasya - gracia
- hardin - jardín
- impiyerno - infierno
- nuwebe - nueve
- o - o
- Pilipinas - Filipinas

Ciertas palabras han cambiado de significado en ocasiones, tal como siyempre (de siempre), que significa «por supuesto» en tagalo. También siguro (de seguro), que significa «quizá».
El tagalo precolonial no tenía tantos sonidos como el castellano. Las vocales originales del tagalo fueron tres: /a/, /i/ y /u/. Las vocales /e/ y /o/ no se distinguían, sino que eran alófonos de /i/ y /u/. Después del ingreso de palabras españolas que tienen estas distinciones, el número aumentó hasta cinco, añadiendo /e/ y /o/.

## Escritura

### Baybayin
El tagalo fue escrito en un abugida (alfasilabario) llamado Baybayin antes del período colonial español en Filipinas, en el siglo xvi. Este sistema de escritura en particular estaba compuesto por símbolos que representaban tres vocales y 14 consonantes. Perteneciente a la familia bráhmica de escrituras, comparte similitudes con la escritura kawi antigua del idioma  Java y se cree que desciende de la escritura utilizada por los bugis en Sulawesi.
Aunque disfrutó de un nivel relativamente alto de alfabetización, el baybayin gradualmente cayó en desuso a favor de usar el alfabeto latino que ha sido introducido en la época colonial española.
Ha habido confusión sobre cómo usar el baybayin, que en realidad es un abugida, o un alfasilabario, en lugar de un alfabeto. No todas las letras del alfabeto latino están representadas con una de ellas en el alfasilabario baybayin. En lugar de que las letras se junten para hacer sonidos como en los idiomas occidentales, el baybayin usa símbolos para representar sílabas.
Un "kudlit" que se asemeja a un apóstrofo se usa por encima o por debajo de un símbolo para cambiar el sonido de la vocal después de su consonante. Si el kudlit se usa arriba, la vocal es un sonido "E" o "I". Si el kudlit se usa a continuación, la vocal es un sonido "O" o "U". Un kudlit especial fue añadido más tarde por los misioneros españoles en el que una cruz colocada debajo del símbolo para deshacerse del sonido de la vocal por completo, dejando una consonante. Anteriormente, la consonante sin una vocal siguiente simplemente se omitía (por ejemplo, "bundok" se traducía como "budo"), lo que obligaba al lector a usar el contexto al leer tales palabras.
Ejemplo:
|     | ᜔  |
| a   | ᜀ |
| i e | ᜁ |
| u o | ᜂ |

| b     | ᜊ᜔ |
| ba    | ᜊ |
| bi be | ᜊᜒ |
| bu bo | ᜊᜓ |

| k     | ᜃ᜔ |
| ka    | ᜃ |
| ki ke | ᜃᜒ |
| ku ko | ᜃᜓᜓ |

| d/r         | ᜇ᜔ |
| da/ra       | ᜇ |
| di/ri de/re | ᜇᜒ |
| du/ru do/ro | ᜇᜓ |

| g     | ᜄ᜔ |
| ga    | ᜄ |
| gi ge | ᜄᜒ |
| gu go | ᜄᜓ |

| h     | ᜑ᜔ |
| ha    | ᜑ |
| hi he | ᜑᜒ |
| hu ho | ᜑᜓ |

| l     | ᜎ᜔ |
| la    | ᜎ |
| li le | ᜎᜒ |
| lu lo | ᜎᜓ |

| m     | ᜋ᜔ |
| ma    | ᜋ |
| mi me | ᜋᜒ |
| mu mo | ᜋᜓ |

| n     | ᜈ᜔ |
| na    | ᜈ |
| ni ne | ᜈᜒ |
| nu no | ᜈᜓ |

| ng      | ᜅ᜔ |
| nga     | ᜅ |
| ngi nge | ᜅᜒ |
| ngu ngo | ᜅᜓ |

| p     | ᜉ᜔ |
| pa    | ᜉ |
| pi pe | ᜉᜒ |
| pu po | ᜉᜓ |

| s     | ᜐ᜔ |
| sa    | ᜐ |
| si se | ᜐᜒ |
| su so | ᜐᜓ |

| t     | ᜆ᜔ |
| ta    | ᜆ |
| ti te | ᜆᜒ |
| tu to | ᜆᜓ |

| w     | ᜏ᜔ |
| wa    | ᜏ |
| wi we | ᜏᜒ |
| wu wo | ᜏᜓ |

| y     | ᜌ᜔ |
| ya    | ᜌ |
| yi ye | ᜌᜒ |
| yu yo | ᜌᜓ |

#### El tagalo en baybayin
|  |  |

### Alfabeto latino

#### Ortografía Abecedario (Basado en español)
Hasta la primera mitad del siglo xx, el tagalo fue ampliamente escrito en una variedad de formas basadas en la ortografía española que consta de 32 letras llamadas "ABECEDARIO". Las letras adicionales son: ch, ll, ng, ñ, n͠g / ñg y rr.
La ortografía tenía diferentes reglas, como usar H para J, e Y para I (Yloylo para Iloilo, Ylocano para Ilocano) descendiendo de la ortografía española antigua, mientras que también tenía su propia letra única como N͠g / Ñg.
| mayúsculo | minúsculo | mayúsculo | minúsculo |
| --------- | --------- | --------- | --------- |
| A         | a         | Ng        | ng        |
| B         | b         | Ñ         | ñ         |
| C         | c         | N͠g / Ñg   | n͠g / ñg   |
| Ch        | ch        | O         | o         |
| D         | d         | P         | p         |
| E         | e         | Q         | q         |
| F         | f         | R         | r         |
| G         | g         | Rr        | rr        |
| H         | h         | S         | s         |
| I         | i         | T         | t         |
| J         | j         | U         | u         |
| K         | k         | V         | v         |
| L         | l         | W         | w         |
| Ll        | ll        | X         | x         |
| M         | m         | Y         | y         |
| N         | n         | Z         | z         |

#### Ortografía Abakada (Basado en baybayin)
Cuando el idioma nacional se basó en el tagalo, el gramático Lope K. Santos introdujo un nuevo alfabeto que consta de 20 letras llamado "ABAKADA" en los libros de gramática escolar llamado "balarilà". Las 20 letras se basaron en el antiguo guión Baybayin, sin embargo, las reglas son únicas Abakada. Eliminó letras innecesarias (C, Q, V, Z), letras que no tenían un carácter exacto de baybayin (F, J, Ñ, X) y reglas ortográficas como C (k) para vocales A, O y U, Qu (k) para vocales I y E, etc.
| mayúsculo | minúsculo | mayúsculo | minúsculo |
| --------- | --------- | --------- | --------- |
| A         | a         | N         | n         |
| B         | b         | Ng        | ng        |
| K         | k         | O         | o         |
| D         | d         | P         | p         |
| E         | e         | R         | r         |
| G         | g         | S         | s         |
| H         | h         | T         | t         |
| I         | i         | U         | u         |
| L         | l         | W         | w         |
| M         | m         | Y         | y         |

#### Alfabeto filipino moderno
En 1987, el Departamento de Educación publicó un memorando en el que afirmaba que el alfabeto filipino había cambiado de la versión Pilipino-Tagalog Abakada a un nuevo alfabeto de 28 letras. Las letras adicionales del alfabeto inglés de 26 letras son ñ y ng. 
| mayúsculo | minúsculo | mayúsculo | minúsculo |
| --------- | --------- | --------- | --------- |
| A         | a         | Ñ         | ñ         |
| B         | b         | Ng        | ng        |
| C         | c         | O         | o         |
| D         | d         | P         | p         |
| E         | e         | Q         | q         |
| F         | f         | R         | r         |
| G         | g         | S         | s         |
| H         | h         | T         | t         |
| I         | i         | U         | u         |
| J         | j         | V         | v         |
| K         | k         | W         | w         |
| L         | l         | X         | x         |
| M         | m         | Y         | y         |
| N         | n         | Z         | z         |

## Ejemplos

### Padrenuestro
En tagalo, el Padrenuestro se conoce por su íncipit, Amá Namin (literalmente, "Padre Nuestro").
Amá namin, sumasalangit Ka,
Sambahín ang ngalan Mo.
Mapasaamin ang kaharián Mo.
Sundín ang loób Mo,
Dito sa lupà, gaya nang sa langit.
Bigyán Mo kamí ngayón ng aming kakanin sa araw-araw,
At patawarin Mo kamí sa aming mga salâ,
Para nang pagpápatawad namin,
Sa nagkakasalà sa amin;
At huwág Mo kamíng ipahintulot sa tuksó,
At iadyâ Mo kamí sa lahát ng masamâ.
[Sapagkát sa Inyó ang kaharián, at ang kapangyarihan,
At ang kaluwálhatian, ngayón, at magpakailanman.]

Amen.

### Declaración Universal de los Derechos Humanos
El artículo 1 de la Declaración de los Derechos Humanos (Pángkalahatáng Pagpapahayag ng Karapatáng Pantao)
Bawat tao'y isinilang na may layà at magkakapantáy ang tagláy na dangál at karapatán. Silá'y pinagkalooban ng pangangatwiran at budhî na kailangang gamitin nilá sa pagtuturingan nilá sa diwà ng pagkakapatiran.
Todos los seres humanos nacen libres e iguales en dignidad y derechos y, dotados como están de razón y conciencia, deben comportarse fraternalmente los unos con los otros.

### Números
El tagalo tiene 2 conjuntos de números, uno nativo y el otro basado en español. Los hablantes de tagalo también usan números en inglés, ya que están más capacitados para contar en inglés y decir las fechas en inglés.
|                   | Tagalo nativo                                             | Tagalo castellano                                                                 | Castellano                           |
| ----------------- | --------------------------------------------------------- | --------------------------------------------------------------------------------- | ------------------------------------ |
| 0                 | wala, sero (del castellano), kopong (del idioma indonesa) | sero                                                                              | cero                                 |
| 1                 | isa                                                       | uno                                                                               | uno                                  |
| 2                 | dalawa                                                    | dos                                                                               | dos                                  |
| 3                 | tatlo                                                     | tres                                                                              | tres                                 |
| 4                 | apat                                                      | kuwatro                                                                           | cuatro                               |
| 5                 | lima                                                      | singko                                                                            | cinco                                |
| 6                 | anim                                                      | sais                                                                              | seis                                 |
| 7                 | pito                                                      | siyete, syete                                                                     | siete                                |
| 8                 | walo                                                      | otso                                                                              | ocho                                 |
| 9                 | siyam                                                     | nuwebe                                                                            | nueve                                |
| 10                | sampu, pu (arcaico)                                       | diyes, dyes                                                                       | diez                                 |
| 11                | labing-isa                                                | onse                                                                              | once                                 |
| 12                | labindalawa                                               | dose                                                                              | doce                                 |
| 13                | labintatlo                                                | trese                                                                             | trece                                |
| 14                | labing-apat                                               | katorse                                                                           | catorce                              |
| 15                | labinlima                                                 | kinse                                                                             | quince                               |
| 16                | labing-anim                                               | disisais                                                                          | dieciséis                            |
| 17                | labimpito                                                 | disisiyete                                                                        | diecisiete                           |
| 18                | labingwalo                                                | disiotso                                                                          | dieciocho                            |
| 19                | labinsiyam                                                | disinuwebe                                                                        | diecinueve                           |
| 20                | dalawampu                                                 | beynte, bente                                                                     | veinte                               |
| 30                | tatlompu                                                  | treynta, trenta                                                                   | treinta                              |
| 40                | apatnapu                                                  | kuwarenta                                                                         | cuarenta                             |
| 50                | limampu                                                   | singkuwenta                                                                       | cincuenta                            |
| 60                | animnapu                                                  | sesenta, sisenta                                                                  | sesenta                              |
| 70                | pitompu                                                   | setenta, sitenta                                                                  | setenta                              |
| 80                | walompu                                                   | otsenta                                                                           | ochenta                              |
| 90                | siyamnapu                                                 | nobenta                                                                           | noventa                              |
| 100               | sandaan                                                   | siyento, syento                                                                   | cien                                 |
| 200               | dalawandaan                                               | dosyentos                                                                         | doscientos                           |
| 300               | tatlondaan                                                | tresyentos                                                                        | trescientos                          |
| 400               | apat na raan                                              | kuwatrosyentos                                                                    | cuatrocientos                        |
| 500               | limandaan                                                 | kinyentos                                                                         | quinientos                           |
| 600               | anim na raan                                              | saisyentos                                                                        | seiscientos                          |
| 700               | pitondaan                                                 | setesyentos                                                                       | setecientos                          |
| 800               | walondaan                                                 | otsosyentos                                                                       | ochocientos                          |
| 900               | siyam na raan                                             | nobesyentos                                                                       | novecientos                          |
| 1000              | sanlibo                                                   | mil                                                                               | mil                                  |
| 10 000            | sampung libo                                              | dyes mil                                                                          | diez mil                             |
| 100 000           | sangyuta o yuta, sandaang libo                            | syento mil                                                                        | cien mil                             |
| 1 000 000         | sang-angaw o angaw, isang milyon o milyon                 | milyon                                                                            | millón                               |
| 1 000 000 000     | isang bilyon o bilyon, sanggatos o gatos                  | bilyon (Influencia de Estados Unidos), mil milyones (arcaico), milyardo (arcaico) | millardo (poco usado) o mil millones |
| 1 000 000 000 000 | isang trilyon                                             | trilyon (Influencia de Estados Unidos), bilyon (arcaico)                          | billón                               |

### Meses y días
Los meses y días en tagalo también son formas localizadas de meses y días en español. "Mes" en tagalo es "buwán" (también la palabra para luna) o "mes" (arcaico) y "día" es "araw" (la palabra también significa sol). Sin embargo, a diferencia del español, los meses y días en tagalo siempre están en mayúsculas.
| Original Español | Tagalo (abreviatura)          |
| ---------------- | ----------------------------- |
| enero            | Enero (Ene.)                  |
| febrero          | Pebrero (Peb.)                |
| marzo            | Marso (Mar.)                  |
| abril            | Abríl (Abr.)                  |
| mayo             | Mayo (Mayo)                   |
| junio            | Hunyo (Hun.)                  |
| julio            | Hulyo (Hul.)                  |
| agosto           | Agosto (Ago.)                 |
| septiembre       | Setiyembre (Set.)             |
| octubre          | Oktubre (Okt.)                |
| noviembre        | Nobiyembre (Nob.)             |
| diciembre        | Disiyembre / Disyembre (Dis.) |

| Original Español | Tagalo     |
| ---------------- | ---------- |
| domingo          | Linggo     |
| lunes            | Lunes      |
| martes           | Martes     |
| miércoles        | Miyerkules |
| jueves           | Huwebes    |
| viernes          | Biyernes   |
| sábado           | Sabado     |

### Fechas y horarios
La fecha y la hora se pueden expresar en tagalo usando números nativos o derivados del español, pero los números derivados del español se usan comúnmente.
Los tiempos generalmente se escriben en formato de 12 horas, con ng umaga (de mañana), ng hapon (de tarde) y ng gabi (de noche) adjuntos. Ng tanghali' (del mediodía) y ng hatinggabi (de medianoche) siempre se usa con tiempos de 12:01 a 12:59; 12:00 puede ser simplemente denotado como "tanghali" o "hatinggabi". Los tiempos del reloj se pueden hablar con números españoles u ordinales nativos, siendo el primero más común.
- 1:00 - ala-una, ikaisa
- 2:00 - alas-dos, ikalawa
- 3:00 - alas-tres, ikatlo
- 4:00 - alas-kuwatro, ika-apat
- 5:00 - alas-singko, ikalima
- 6:00 - alas-sais, ika-anim
- 7:00 - alas-siyete, ikapito
- 8:00 - alas-otso, ikawalo
- 9:00 - alas-nuwebe, ikasiyam
- 10:00 - alas-diyes, ikasampu
- 11:00 - alas-onse, ikalabing-isa
- 12:00 - alas-dose, ikalabindalawa

Las medias horas se expresan usando "kalahati makalipas ng" o "y mediya"/medya", por ejemplo, "alas-dos y mediya" o "kalahati makalipas ng alas dos" (2:30, dos y media).
Las fechas suelen estar en formato "día-mes-año" y se pueden decir usando números nativos o derivados del español (siendo este último el más preferido).
- 1 enero 1985
  - usando números derivados del español: Primero ng Enero, anyo mil nobesiyentos otsenta y singko.
  - usando números nativos: Ikaisa ng Enero, taong isang libo siyam na raan walumpu't lima.
- 9 abril 2010
  - usando números derivados del español: Nuwebe ng Abril, anyo dos mil diyes.
  - usando números nativos: Ikasiyam ng Abril, taong dalawanlibo't sampu.

A veces, se usa mes-día-año.
- enero 1, 1985
  - usando números derivados del español: Enero a-uno/ikauno/akauno/primero, anyo mil nobesiyentos otsenta y singko.
  - usando números nativos: Enero ikaisa, taong isang libo siyam na raan walumpu't lima.
- abril 9, 2010
  - usando números derivados del español: Abril a-nuwebe/ikanuwebe/akanuwebe, anyo dos mil diyes.
  - usando números nativos: Abril ikasiyam, taong dalawanlibo't sampu.

Los nombres de siglos y décadas generalmente usan ordinales (por ejemplo, ikalawampung siglo). Los nombres de décadas entre alrededor de la década de 1910 a la década de 1990, sin embargo, generalmente se toman prestados del español (por ejemplo, dekada sesenta, dekada nobenta).
El cálculo del tiempo generalmente usa números nativos, por ejemplo:
- Dalawang Dekada - dos décadas
- Tatlong Taon - tres años
- Apat na oras - cuatro horas
- Limang minuto - cinco minutos
- Tatlumpung segundo - Treinta segundos

## Literatura religiosa
La literatura religiosa sigue siendo uno de los componentes más dinámicos de la literatura tagala. La primera Biblia en tagalo, entonces llamada Ang Biblia ("la Biblia"), ahora llamada And Dating Biblia ("la Biblia antigua") se publicó en 1905. En 1970, la Sociedad Bíblica de Filipinas tradujo la Biblia al tagalo moderno. Incluso antes del Concilio Vaticano II, circulaban materiales devocionales en tagalo. Hay al menos cuatro traducciones de la Biblia en tagalo:
- La Magandang Balita Biblia (una traducción pararela de la versión de la Biblia "Good News"), que es la versión ecuménica.
- La Biblia de la Comunidad Cristiana (Bibliya ng Sambayanang Pilipino)
- La Ang Biblia de 1905, usada mayoritariamente por protestantes.
- La Traducción del Nuevo Mundo de las Sagradas Escrituras (Bagong Sanlibutang Salin ng Banal na Kasulatan), exclusiva de los testigos de Jehová.

Cuando el Concilio Vaticano II (específicamente el Sacrosanctum Concilium) permitió que las oraciones universales se tradujeran a las lenguas vernáculas, la Conferencia Episcopal Católica de Filipinas fue una de las primeras en traducir el misal romano al tagalo. El misal romano en tagalo se publicó en 1982.
Los testigos de Jehová estaban imprimiendo literatura en tagalo al menos desde 1941 y La Atalaya, la principal revista de los testigos de Jehová, se ha publicado en tagalo desde al menos la década de 1950. Los nuevos lanzamientos ahora se lanzan regularmente simultáneamente en varios idiomas, incluido el tagalo. El sitio web oficial de los testigos de Jehová también tiene algunas publicaciones disponibles en línea en tagalo. La edición revisada de la Biblia, la Traducción del Nuevo Mundo de las Santas Escrituras, se publicó en tagalo en 2019 y se distribuye gratis tanto en versión impresa como en línea.
El tagalo es un idioma bastante estable y se han hecho muy pocas revisiones a las traducciones católicas de la Biblia. Además, como el protestantismo en Filipinas es relativamente joven, las oraciones litúrgicas tienden a ser más ecuménicas.